# 하이큐!!
《하이큐!!》(일본어: ハイキュー!!)는 후루다테 하루이치(일본어: 古舘 春一)가 그린 만화다. 하이큐의 뜻은 배구(일본어: 排球)의 일본어 독음이다. 《주간 소년 점프》에서 2012년 제12호부터 2020년 33·34 합병호까지 연재되었다. TV 애니메이션은 제1기가 2014년 4월 6일부터 9월 21일까지 방영되었다.
그 뒤 제2기가 2015년 10월 4일부터 2016년 3월 28일까지 하이큐!! 세컨드 시즌(일본어: ハイキュー!! セカンドシーズン), 제3기가 2016년 10월 8일부터 12월 10일까지 하이큐!! 카라스노 고교 VS 시라토리자와 학원 고교(일본어: ハイキュー!! 烏野高校 VS 白鳥沢学園高校), 제4기의 전반부가 2020년 1월 11일부터 4월 4일까지 후반부가 동년 10월 3일부터 12월 19일까지 하이큐!! 투 더 탑(일본어: ハイキュー!! TO THE TOP)이라는 이름으로 방영되었다.
한국어판은 애니메이션의 경우 극장용 작품으로 먼저 나왔으며, 텔레비전용 작품은 제2기가 애니맥스에서 2018년 7월 6일부터 9월 28일까지 매주 금요일 오후 9시에 방영했다.

## 줄거리
본작의 주인공 히나타 쇼요는 친구들과 놀러 가다가 상점의 TV에서 전국에서 활약하고 있는 카라스노 고교 배구부의 작은 거인을 보게 된다. 이는 히나타가 중학교에 가서 배구부를 만드는 계기가 되었고, 결국 3학년 때 친구인 코지, 이즈미 그리고 1학년 신입 3명과 대회에 나가게 된다. 그러나 첫 경기에서 만난 강호 중학교 <키타가와 제 1중>코트위의 제왕이라 불리는 카게야마 토비오를 만났다. 그 후 시합에서 2대0으로 처참히 패배해버리고 히나타는 그곳에 있는 천재 세터 카게야마 토비오에게 복수할 것을 결심한다.
이후 히나타는 그토록 동경했던 작은 거인을 따라 카라스노 고교에 입학한다. 그러나 그곳에는 자신이 그토록 복수를 원했던 카게야마 토비오가 있었고 함께 배구부 활동을 한다는 청천벽력같은 소리를 듣는다. 카라스노 배구부의 주장, 사와무라 다이치의 조언으로 히나타의 스피드와 카게야마의 천재성으로 만들어진 괴짜속공으로 그 둘은 최고의 팀플레이를 하게 된다.

## 인기
TV 애니메이션의 인기에 힘입어 원작 만화도 인기가 올랐다. 2014년 9월 누계부수 1000만 부를 돌파했으며, 2015년에 연간 일본 만화 판매량 6위를 차지했다. 2016년 7월에 누계부수 2000만 부를 돌파하였다.

## 등장인물

### 미야기 현립 카라스노 고등학교
- 히나타 쇼요[7]
- 카게야마 토비오[8]
- 츠키시마 케이[9]
- 야마구치 타다시[10]
- 타나카 류노스케[11]
- 엔노시타 치카라[12]
- 키노시타 히사시[13]
- 나리타 카즈히토[14]
- 니시노야 유[15]
- 스가와라 코시[16]
- 사와무라 다이치[17]
- 아즈마네 아사히[18]
- 시미즈 키요코 (매니저)
- 야치 히토카 (매니저)
- 우카이 케이신 (코치)
- 타케타 잇테츠 (감독)

### 네코마 고등학교
- 쿠로오 테츠로[19]
- 카이 노부유키
- 야쿠 모리스케[20]
- 코즈메 켄마[21]
- 야마모토 타케토라[22]
- 후쿠나가 쇼헤이
- 이누오카 소우[23]
- 시바야마 유우키[24]
- 하이바 리에프[25]
- 테시로 타마히코
- 네코마타 야스후미 (감독)[26]
- 나오이 마나부 (코치)

### 아오바죠사이 고교
- 오이카와 토오루[27]
- 이와이즈미 하지메
- 마츠카와 잇세이
- 하나마키 타카히로
- 유다 카네오
- 사와우치 모토무
- 시도 헤이스케
- 야하바 시게루
- 와타리 신지
- 쿄타니 켄타로
- 킨다이치 유타로
- 쿠니미 아키라

### 다테 공업 고교
- 후타쿠치 켄지
- 아오네 타카노부
- 오바라 유타카
- 오나가와 타로
- 사쿠나미 코스케
- 코가네가와 칸지
- 사사야 타케히토
- 모니와 카나메
- 카미사키 야스시
- 오이와케 타쿠로 (감독)
- 나메츠 마이 (매니저)

### 사립 시라토리자와 학원 고교
- 우시지마 와카토시
- 텐도 사토리
- 오히라 레온
- 야마가타 하야토
- 세미 에이타
- 소에카와 진
- 시라부 켄지로
- 카와니시 타이치
- 고시키 츠토무
- 시비타 유
- 사가에 유쇼
- 아카쿠라 카이
- 사이토 아키라 (코치)
- 와시죠 탄지 (감독)

### 이나리자키고교
- 키타 신스케
- 오지로 아란
- 오오미미렌
- 아카기 미치나리
- 미야 오사무
- 미야 아츠무
- 스나 린타로
- 긴지마 히토시
- 코사쿠 유토
- 리세키 헤이스케
- 쿠로스 노리무네 (감독)
- 오오미 타로 (코치)

### 다테공고 학원고교
- 사쿠사 키요오미
- 코모리 모토야

### 그 외의 등장인물들
- 히나타 나츠[28]
- 우카이 잇케이[29]

## 방영 목록

### 일본판
| 회차  | 제목                        | 각본     | 총 콘티           | 연출              | 작화감독                                                                               | 어쿠셔 작화감독   | 총작화감독        | 방송 일자       |
| 제1기 | 제1기                       | 제1기    | 제1기             | 제1기             | 제1기                                                                                  | 제1기             | 제1기             | 제1기           |
| ----- | --------------------------- | -------- | ----------------- | ----------------- | -------------------------------------------------------------------------------------- | ----------------- | ----------------- | --------------- |
| 1화   | 終わりと始まり              | 岸本卓   | 満仲勧            | 満仲勧            | 千葉崇洋                                                                               | 甲斐泰之          | -                 | 2014년 4월 6일  |
| 2화   | 烏野高校排球部              | 岸本卓   | 菊田幸一          | 菊田幸一          | 名倉智史                                                                               | 甲斐泰之          | 海谷敏久          | 4월 13일        |
| 3화   | 最強の味方                  | 岸本卓   | 満仲勧            | 平向智子          | 山口飛鳥、栗田聡美 伊藤秀樹                                                            | 甲斐泰之          | 千葉崇洋          | 4월 20일        |
| 4화   | 頂の景色                    | 岸本卓   | 満仲勧            | いとがしんたろー  | 草間英興                                                                               | 甲斐泰之          | 海谷敏久          | 4월 27일        |
| 5화   | 小心者の緊張                | 岸本卓   | 平田智浩          | 江島泰男          | 谷拓也、黒岩裕美                                                                       | 甲斐泰之          | 千葉崇洋          | 5월 4일         |
| 6화   | 面白いチーム                | 岸本卓   | 満仲勧            | 平田智浩          | 入江健司、岡崎洋美                                                                     | 河島裕樹 甲斐泰之 | 海谷敏久          | 5월 11일        |
| 7화   | VS “大王様”                 | 岸本卓   | 平田智浩          | 荻原露光          | 名倉智史、森田史 小倉典子                                                              | 甲斐泰之          | 千葉崇洋          | 5월 18일        |
| 8화   | “エース”と呼ばれる人        | 佐藤卓哉 | 菊田幸一          | 井端義秀          | 山口飛鳥、海谷敏久 本田敬子、高橋英樹 小倉典子                                         | 河島裕樹          | 海谷敏久          | 5월 25일        |
| 9화   | エースへのトス              | 岸本卓   | 石川真理子        | 石川真理子        | 草間英興、本田敬子 植田実、黒岩裕美 石川真理子                                         | 甲斐泰之          | 千葉崇洋          | 6월 1일         |
| 10화  | 憧れ                        | 岸本卓   | 大橋誉志光        | いとがしんたろー  | 本田真之 LEE JEONJONG                                                                  | 河島裕樹          | 海谷敏久          | 6월 8일         |
| 11화  | 決断                        | 岸本卓   | 菊田幸一          | 遠藤広隆          | 高橋英樹、本田敬子                                                                     | 甲斐泰之          | 千葉崇洋          | 6월 15일        |
| 12화  | ネコとカラスの再会          | 竹内利光 | 宮尾佳和          | 江島泰男          | 名倉智史、草間英興 下妻日紗子                                                          | 河島裕樹 満仲勧   | 海谷敏久          | 6월 22일        |
| 13화  | 好敵手（ライバル）          | 竹内利光 | 鎌倉由実          | 鈴木考聡          | 窪田康高、入江健司                                                                     | 甲斐泰之          | 千葉崇洋          | 6월 29일        |
| 14화  | 強敵たち                    | 岸本卓   | 佐藤雅子          | 平向智子          | 折井一雅、山口飛鳥 森田史                                                              | 河島裕樹          | 海谷敏久          | 7월 6일         |
| 15화  | 復活                        | 岸本卓   | 湖山禎崇          | 村山靖            | 山本径子、一ノ瀬結梨 山崎愛                                                            | 甲斐泰之          | 千葉崇洋          | 7월 13일        |
| 16화  | 勝者と敗者                  | 岸本卓   | 宮地☆昌幸         | いとがしんたろー  | 高橋英樹、本田真之 小泉初栄                                                            | 河島裕樹          | 海谷敏久          | 7월 20일        |
| 17화  | 鉄壁                        | 竹内利光 | 大塚隆史          | 大塚隆史          | 草間英興、山口飛鳥                                                                     | 甲斐泰之          | 千葉崇洋          | 7월 27일        |
| 18화  | 背中の護り                  | 竹内利光 | 鎌倉由実          | 鎌倉由実          | 折井一雅、本田真之 小泉初栄、高橋英樹 植田実                                           | 河島裕樹          | 海谷敏久          | 8월 3일         |
| 19화  | 指揮者                      | 岸本卓   | 遠藤広隆          | 遠藤広隆          | 名倉智史、石川真理子 容洪                                                              | 甲斐泰之          | 千葉崇洋          | 8월 10일        |
| 20화  | 及川徹は天才ではない        | 岸本卓   | 佐藤雅子          | いとがしんたろー  | 山口飛鳥、河野真貴 本田真之、千葉崇洋                                                  | 満仲勧 甲斐泰之   | 海谷敏久 千葉崇洋 | 8월 17일        |
| 21화  | 先輩の実力                  | 岸本卓   | 平向智子 満仲勧   | 平向智子 渡邉徹明 | 草間英興、折井一雅 高橋英樹、小泉初栄 千葉崇洋                                         | 甲斐泰之          | 千葉崇洋          | 8월 24일        |
| 22화  | 進化                        | 岸本卓   | 笹木信作          | 神原敏昭          | 山本径子、牧内ももこ 千葉崇洋、名倉智史 高橋英樹、草間英興                             | 満仲勧 甲斐泰之   | 千葉崇洋          | 8월 31일        |
| 23화  | 流れを変える一本            | 岸本卓   | 菊田幸一          | 菊田幸一          | 山口飛鳥、黄瀬和哉 千葉崇洋、高橋英樹 森田史、河野真貴 折井一雅                        | 甲斐泰之          | 千葉崇洋          | 9월 7일         |
| 24화  | 脱・“孤独の王様”            | 岸本卓   | 満仲勧            | 満仲勧            | 名倉智史、本田真之 小泉初栄、石川真理子 河野真貴、黒岩裕美 黄瀬和哉、千葉崇洋 高橋英樹 | -                 | 千葉崇洋          | 9월 14일        |
| 25화  | 三日目                      | 岸本卓   | 安藤真裕          | 古田丈司          | 草間英興、高橋英樹 千葉崇洋、折井一雅 本田真之、黒岩裕美                               | -                 | 千葉崇洋          | 9월 21일        |
| OVA   | リエーフ見参！              | 岸本卓   | 吉田泰三          | 仲澤慎太郎        | 奥野治男、本田真之 千葉崇洋                                                            | 甲斐泰之          | 千葉崇洋          | 2015년 3월 4일  |
| 제2기 |                             |          |                   |                   |                                                                                        |                   |                   |                 |
| 1화   | レッツゴートーキョー!!      | 岸本卓   | 満仲勧 甲斐泰之   | 満仲勧            | 名倉智史、千葉崇洋                                                                     | 甲斐泰之          | 千葉崇洋          | 2015년 10월 4일 |
| 2화   | 直射日光                    | 満仲勧   | 湖山禎崇          | 湖山禎崇          | 奥野治男                                                                               | 甲斐泰之          | 千葉崇洋          | 10월 11일       |
| 3화   | “村人B”                     | 満仲勧   | 満仲勧            | 仲澤慎太郎        | 本田真之                                                                               | 甲斐泰之          | 八尋裕子          | 10월 18일       |
| 4화   | “センターエース”            | 岸本卓   | 吉田泰三          | 石川真理子        | 高橋英樹                                                                               | 高橋英樹          | 千葉崇洋          | 10월 25일       |
| 5화   | 『欲』                      | 岸本卓   | 満仲勧            | 平向智子 渡邉徹明 | 折井一雅、山口飛鳥                                                                     | 甲斐泰之          | 八尋裕子          | 11월 1일        |
| 6화   | “テンポ”                    | 岸本卓   | 笹木信作          | 森大貴            | 名倉智史、下妻日紗子 鈴木明日香、千葉崇洋                                              | 甲斐泰之          | 千葉崇洋          | 11월 8일        |
| 7화   | 月の出                      | 岸本卓   | 湖山禎崇          | いとがしんたろー  | 奥野治男、河野真貴 下妻日紗子                                                          | 甲斐泰之 高橋英樹 | 八尋裕子          | 11월 15일       |
| 8화   | 幻覚ヒーロー                | 岸本卓   | 佐藤雅子          | 佐藤雅子          | 本田真之、山口飛鳥                                                                     | 甲斐泰之          | 千葉崇洋          | 11월 22일       |
| 9화   | VS“傘”                      | 岸本卓   | 吉田泰三          | いとがしんたろー  | 折井一雅、下妻日紗子 藤城香菜、本田真之 松井章                                         | 高橋英樹          | 八尋裕子          | 11월 29일       |
| 10화  | 歯車                        | 岸本卓   | 満仲勧            | 仲澤慎太郎        | 本田真之、下妻日紗子 山口飛鳥                                                          | 甲斐泰之          | 千葉崇洋          | 12월 6일        |
| 11화  | “上”                        | 岸本卓   | 星野円哉          | 渡邉徹明          | 名倉智史、窪田康高                                                                     | 高橋英樹          | 八尋裕子          | 12월 13일       |
| 12화  | 試合開始!!                  | 佐藤卓哉 | 川崎逸朗          | 川崎逸朗          | 宮川智恵子、秋山一則                                                                   | 甲斐泰之          | 千葉崇洋          | 12월 20일       |
| 13화  | シンプルで純粋な力          | 佐藤卓哉 | 鎌倉由実          | 須之内佑典        | 片桐貴悠                                                                               | 高橋英樹          | 八尋裕子          | 12월 27일       |
| 14화  | 育ち盛り                    | 岸本卓   | 小村方宏治        | 小村方宏治        | 森田史、高橋靖子                                                                       | 甲斐泰之          | 千葉崇洋          | 2016년 1월 10일 |
| 15화  | アソビバ                    | 岸本卓   | 谷口悟朗          | 渡邉徹明          | 山口飛鳥、藤城香菜 河野真貴、松井章                                                    | 高橋英樹          | 八尋裕子          | 1월 17일        |
| 16화  | 次へ                        | 岸本卓   | 吉田泰三          | いとがしんたろー  | 本田真之、下妻日紗子 折井一雅                                                          | 甲斐泰之          | 千葉崇洋          | 1월 24일        |
| 17화  | 根性無しの戦い              | 岸本卓   | 笹木信作          | 鎌田裕輔          | 名倉智史、鈴木明日香 梅津茜                                                            | 高橋英樹          | 八尋裕子          | 1월 31일        |
| 18화  | 敗北者達                    | 岸本卓   | 笹木信作          | 安藤貴史          | 宮川智恵子、秋山一則 片桐貴悠                                                          | 甲斐泰之          | 千葉崇洋          | 2월 7일         |
| 19화  | 鉄壁は何度でも築かれる      | 岸本卓   | 佐藤雅子          | 佐藤雅子          | 山口飛鳥、河野真貴                                                                     | 高橋英樹          | 八尋裕子          | 2월 14일        |
| 20화  | 払拭                        | 岸本卓   | 仲澤慎太郎        | 仲澤慎太郎        | 奥野治男、藤城香菜 片桐貴悠、荒木弥緒                                                  | 甲斐泰之          | 千葉崇洋          | 2월 21일        |
| 21화  | 壊し屋                      | 岸本卓   | 福冨博 笹木信作   | いとがしんたろー  | 本田真之、下妻日紗子 折井一雅、八尋裕子                                                | 高橋英樹          | 八尋裕子          | 2월 28일        |
| 22화  | 元・根性無しの戦い          | 岸本卓   | 宮地☆昌幸         | 鎌田祐輔          | 名倉智史、鈴木明日香 梅津茜                                                            | 甲斐泰之          | 千葉崇洋          | 3월 6일         |
| 23화  | “チーム”                    | 岸本卓   | 吉田泰三          | 渡邉徹明          | 片桐貴悠、山口飛鳥 河野真貴、小川エリ 荒木弥緒、八尋裕子                               | 高橋英樹          | 八尋裕子          | 3월 13일        |
| 24화  | 極限スイッチ                | 岸本卓   | 満仲勧            | 満仲勧            | 奥野治男、折井一雅 下妻日紗子、名倉智史                                                | 甲斐泰之          | 千葉崇洋          | 3월 21일        |
| 25화  | 宣戦布告                    | 岸本卓   | 古田丈司          | 鎌倉由実          | 本田真之、鈴木明日香 藤城香菜、梅津茜 河野真貴                                         | -                 | 千葉崇洋 八尋裕子 | 3월 28일        |
| OVA   | VS"赤点"                    | 岸本卓   | 仲澤慎太郎        | 仲澤慎太郎        | 奥野治男、河野真貴                                                                     | -                 | 千葉崇洋          | 5월 2일         |
| 제3기 |                             |          |                   |                   |                                                                                        |                   |                   |                 |
| 1화   | ごあいさつ                  | 満仲勧   | 満仲勧            | 森大貴            | 名倉智史                                                                               | 甲斐泰之          | 千葉崇洋 八尋裕子 | 2016년 10월 8일 |
| 2화   | "左"の脅威                  | 岸本卓   | 日高政光          | 奥野治男          | 奥野治男                                                                               | 甲斐泰之          | 千葉崇洋          | 10월 15일       |
| 3화   | GUESS・MONSTER              | 岸本卓   | 日高政光 鎌田祐輔 | いとがしんたろー  | 本田真之、下妻日紗子                                                                   | 高橋英樹          | 八尋裕子          | 10월 22일       |
| 4화   | 月の輪                      | 岸本卓   | 佐藤雅子          | 佐藤雅子          | 鈴木明日香、米川麻衣 折井一雅                                                          | 甲斐泰之          | 千葉崇洋          | 10월 29일       |
| 5화   | 個VS数                      | 岸本卓   | 渡邉徹明          | 渡邉徹明          | 植田実、片桐貴悠 福原麻衣                                                              | 高橋英樹          | 八尋裕子          | 11월 5일        |
| 6화   | 出会いの化学変化            | 満仲勧   | 佐藤卓哉          | いとがしんたろー  | 名倉智史、奥野治男 米川麻衣                                                            | 甲斐泰之          | 千葉崇洋          | 11월 12일       |
| 7화   | こだわり                    | 岸本卓   | 吉田泰三          | 鎌田祐輔          | 春日広子、折井一雅 本田貴之                                                            | 高橋英樹          | 八尋裕子          | 11월 19일       |
| 8화   | 嫌な男                      | 満仲勧   | 満仲勧            | 江副仁美          | 下妻日紗子、鈴木明日香 米川麻衣                                                        | 甲斐泰之          | 千葉崇洋          | 11월 26일       |
| 9화   | バレー馬鹿たち              | 岸本卓   | 満仲勧            | いとがしんたろー  | 植田実、福原麻衣 片桐貴悠、八尋裕子 米川麻衣                                           | 高橋英樹          | 八尋裕子          | 12월 3일        |
| 10화  | コンセプトの戦い            | 岸本卓   | 笹木信作 満仲勧   | 渡邉徹明          | 名倉智史、奥野治男 本田真之、鈴木明日香 折井一雅                                       | 甲斐泰之          | 千葉崇洋          | 12월 10일       |
| OVA   | 特集!春高バレーに賭けた青春 | 岸本卓   | 佐藤雅子          | 佐藤雅子          | 下妻日紗子                                                                             | 高橋英樹          | 八尋裕子          | 2017년 8월 4일  |
| 제4기 |                             |          |                   |                   |                                                                                        |                   |                   |                 |
| 1화   | 自己紹介                    | 岸本卓   | 佐藤雅子          | 佐藤雅子          | 名倉智史                                                                               | 高橋英樹          | 小林祐            | 2020년 1월 11일 |
| 2화   | 迷子                        | 岸本卓   | 笹木信作          | 大塚隆寛          | 下妻日紗子、渡辺愛                                                                     | 高橋英樹          | 小林祐            | 1월 18일        |
| 3화   | 視点                        | 岸本卓   | 室谷靖 佐藤雅子   | 室谷靖            | 片桐貴悠、鈴木絵万                                                                     | 高橋英樹          | 小林祐            | 1월 25일        |
| 4화   | "楽"                        | 岸本卓   | 吉田泰三          | 伊藤秀弥          | 折井一雅、吉田和香子                                                                   | 高橋英樹          | 小林祐            | 2월 1일         |
| 5화   | 空腹                        | 岸本卓   | 笹木信作          | 牧野友映          | 稲吉朝子、清水陽一 長坂寛治                                                            | 高橋英樹          | 小林祐            | 2월 8일         |
| 6화   | 昂揚                        | 岸本卓   | 下田正美 佐藤雅子 | 野崎真代          | 名倉智史、下妻日紗子 清水陽一、高橋英樹                                                | 高橋英樹          | 小林祐            | 2월 15일        |
| 7화   | 返還                        | 岸本卓   | 下田正美 佐藤雅子 | 伊藤秀弥          | 渡辺愛、片桐貴悠                                                                       | 高橋英樹          | 小林祐            | 2월 22일        |
| 8화   | チャレンジャー              | 岸本卓   | 笹木信作          | 牧野友映          | 折井一雅、鈴木絵万 稲吉朝子                                                            | 高橋英樹          | 小林祐            | 2월 29일        |
| 9화   | それぞれの夜                | 岸本卓   | 許平康 佐藤雅子   | 又野弘道          | 清水陽一、吉田和香子 米川麻衣                                                          | 高橋英樹          | 小林祐            | 3월 7일         |
| 10화  | 戦線                        | 岸本卓   | 笹木信作          | 曽根利幸          | 渡辺愛、式部美代子 宮川智恵子、徳田夢之介                                              | 高橋英樹          | 小林祐            | 3월 14일        |
| 11화  | 繋がれるチャンス            | 岸本卓   | 吉田泰三          | 江副仁美 佐藤雅子 | 名倉智史、下妻日紗子 渡辺愛、藤城香菜                                                  | 高橋英樹          | 小林祐            | 3월 21일        |
| 12화  | 鮮烈                        | 岸本卓   | 鎌倉由実          | 伊藤秀弥          | 折井一雅、米川麻衣 吉田和香子、清水陽一                                                | 高橋英樹          | 小林祐            | 3월 28일        |
| 13화  | 2日目                       | 岸本卓   | 鎌倉由実          | 鎌倉由実          | 鈴木絵万、片桐貴悠                                                                     | 高橋英樹          | 小林祐            | 4월 4일         |
| 14화  | リズム                      | 岸本卓   | 笹木信作          | 江副仁美          | 名倉智史、清水陽一                                                                     | 高橋英樹          | 小林祐            | 10월 3일        |
| 15화  | 見つける                    | 岸本卓   | 仲澤慎太郎        | 荻原露光          | 高橋直樹、南伸一郎 杜偉峰、黄鳳                                                        | 高橋英樹          | 小林祐            | 10월 10일       |
| 16화  | 失恋                        | 岸本卓   | 仲澤慎太郎        | 堀内勇治          | 折井一雅、鈴木絵万                                                                     | 佐藤由紀          | 小林祐            | 10월 17일       |
| 17화  | ネコVSサル                  | 岸本卓   | 吉田泰三          | 許平康            | 名倉智史、渡辺愛 吉田和香子                                                            | 佐藤由紀          | 小林祐            | 10월 24일       |
| 18화  | 罠                          | 岸本卓   | 吉田泰三          | 江副仁美          | 片桐貴悠、米川麻衣                                                                     | 高橋英樹          | 小林祐            | 10월 31일       |
| 19화  | 最強の挑戦者                | 岸本卓   | 許平康 佐藤雅子   | 許平康            | 渡辺愛、吉田和香子 向田隆、清水陽一                                                    | 高橋英樹 佐藤由紀 | 小林祐            | 11월 7일        |
| 20화  | 頭                          | 岸本卓   | 笹木信作          | 堀内勇治          | 折井一雅、米川麻衣                                                                     | 高橋英樹          | 小林祐            | 11월 14일       |
| 21화  | ヒーロー                    | 岸本卓   | 吉田泰三          | 鎌倉由実          | 片桐貴悠                                                                               | 佐藤由紀          | 小林祐            | 11월 21일       |
| 22화  | ハーケン                    | 岸本卓   | 佐藤雅子          | 佐藤雅子          | 名倉智史                                                                               | 高橋英樹          | 小林祐            | 11월 28일       |
| 23화  | 静かなる王の誕生            | 岸本卓   | 笹木信作          | 荻原露光          | 高橋直樹、藤田正幸 輪和、楊国福、周婧 黄鳳、陳玉峰、楊栄潔 温慶華                      | 高橋英樹          | 小林祐            | 12월 5일        |
| 24화  | バケモンたちの宴            | 岸本卓   | 笹木信作          | 鎌倉由実          | 折井一雅、片桐貴悠 向田隆、米川麻衣                                                    | 高橋英樹          | 小林祐            | 12월 12일       |
| 25화  | 約束の地                    | 岸本卓   | 大塚隆史          | 江副仁美          | 渡辺愛、吉田和香子 名倉智史                                                            | 高橋英樹          | 小林祐            | 12월 19일       |
| OVA   | 陸VS空                      | 岸本卓   | 佐藤雅子          | 石川真理子        | 折井一雅、稲吉朝子                                                                     | 高橋英樹          | 小林祐            | 1월 22일        |
| OVA   | ボールの"道"                | 岸本卓   | 笹木信作          | 荻原露光          | 高橋英樹                                                                               | -                 | 小林祐            | 1월 22일        |

### 우리말 녹음분 방영 목록[1]
| 회차 | 제목                       | 방송 일자       |
| ---- | -------------------------- | --------------- |
| 1화  | 렛츠 고 도쿄               | 2018년 7월 6일  |
| 2화  | 직사광선                   | 2018년 7월 6일  |
| 3화  | 동네 사람2                 | 2018년 7월 13일 |
| 4화  | 센터 에이스                | 2018년 7월 13일 |
| 5화  | 욕망                       | 2018년 7월 20일 |
| 6화  | 템포                       | 2018년 7월 20일 |
| 7화  | 월출                       | 2018년 7월 27일 |
| 8화  | 환각 히어로                | 2018년 7월 27일 |
| 9화  | vs "우산"                  | 2018년 8월 3일  |
| 10화 | 톱니바퀴                   | 2018년 8월 3일  |
| 11화 | 위                         | 2018년 8월 10일 |
| 12화 | 시합 개시!!                | 2018년 8월 10일 |
| 13화 | 단순하면서 순수한 힘       | 2018년 8월 17일 |
| 14화 | 성장기                     | 2018년 8월 17일 |
| 15화 | 놀이터                     | 2018년 8월 24일 |
| 16화 | 마음으로                   | 2018년 8월 24일 |
| 17화 | 근성 없는 자의 싸움        | 2018년 8월 31일 |
| 18화 | 패배자들                   | 2018년 8월 31일 |
| 19화 | 철벽은 몇 번이고 올라온다. | 2018년 9월 7일  |
| 20화 | 불식                       | 2018년 9월 7일  |
| 21화 | 파괴자                     | 2018년 9월 14일 |
| 22화 | 과거·근성 없던 자의 싸움   | 2018년 9월 14일 |
| 23화 | "팀"                       | 2018년 9월 21일 |
| 24화 | 극한의 스위치              | 2018년 9월 21일 |
| 25화 | 선전포고                   | 2018년 9월 28일 |